# Draba trichocarpa
Draba trichocarpa là một loài thực vật có hoa trong họ Cải. Loài này được Rollins mô tả khoa học đầu tiên năm 1984.